# Antoni Rodó i Casanova
Antoni Rodó i Casanova (Barcelona, 5 de març de 1845 – Madrid, 1883) fou un advocat, economista i polític català.

## Biografia
Fill d'Antoni Rodó i Rovira sastre d'ofici natural de Terrassa i de Teresa Casanovas i Almirall natural de Barcelona. El 1878 es va establir a Madrid i s'hi casà amb Maria de Puelles Keyser. Va fer una activa defensa del proteccionisme econòmic a La Renaixensa i al Diari de Barcelona, i va mantenir vincles amb el Foment del Treball Nacional. Hom el considerà també un dels corresponsals a Madrid del Diari Català (1879-1881). Fou elegit diputat pel districte de Castellterçol del Partit Liberal Fusionista a les eleccions generals espanyoles de 1881, però el 9 d'abril de 1883 la seva elecció fou anul·la per sentència judicial.